# Cauville-sur-Mer
Cauville-sur-Mer – miejscowość i gmina we Francji, w regionie Normandia, w departamencie Sekwana Nadmorska.
Według danych na rok 1990 gminę zamieszkiwało 1165 osób, a gęstość zaludnienia wynosiła 104 osoby/km² (wśród 1421 gmin Górnej Normandii Cauville-sur-Mer plasuje się na 186. miejscu pod względem liczby ludności, natomiast pod względem powierzchni na miejscu 282.).